# Северо-Осетинский государственный университет
Се́веро-Осети́нский госуда́рственный университе́т имени К. Л. Хетагу́рова — высшее учебное заведение во Владикавказе.
Здание университета является памятником истории, имеющим охранный статус объекта культурного наследия регионального значения.

## История
Терский институт народного образования был открыт 21 августа 1920 года. Институт размещался в здании бывшей Ольгинской женской гимназии на Марьинской улице во Владикавказе. Первым директором института стал Георгий Кесаев. Институт начал свою деятельность в составе двух факультетов: общественно-исторического и физико-математического. В состав факультетов входили четыре отделения. Открылись также опытно-показательные школы первой и второй ступени, кабинеты: общественно-исторический, кавказоведения, физический, естественно-географический, трудовых процессов. Вторым директором института был назначен первый профессор среди горцев Северного Кавказа, лингвист Борис Алборов.
В 1921 году Терская область была преобразована в Горскую Автономную Советскую Социалистическую Республику. В связи с этим вуз был назван Горским педагогическим институтом. Перед 1922/1923 учебным годом был переименован в Горский практический институт народного образования. В институте были созданы новые отделения: педолого-педагогическое, химико-техническое, физико-технологическое и общественно-литературное с русским, осетинским, кабардино-черкесским и карачаево-балкарским подотделами. В институте имелась аспирантура, в которой по данным на 15 сентября 1932 года обучалось 75 человек.
В августе 1938 года правительством страны были объединены 2-й Северо-Кавказский и Осетинский педагогические институты. Новое высшее учебное заведение получило название Северо-Осетинский государственный педагогический институт. По своим масштабам он занял третье место среди педагогических высших учебных заведений Советского Союза.
Через год институт получил имя основоположника осетинской литературы — Коста Хетагурова.
Всего 600 человек — студентов, преподавателей, рабочих и служащих — было призвано и ушло из стен института в ряды Красной Армии во время Великой Отечественной войны. Более ста человек не вернулись с войны.

После революции 1917 года, здание Ольгинской женской гимназии было отдано под институт. Сегодня — это здание физико-технического факультета СОГУ.

2 ноября 1969 года Председатель Совета Министров СССР Алексей Косыгин подписал постановление об открытии в городе Орджоникидзе на базе Северо-Осетинского педагогического института Северо-Осетинского государственного университета. В его ведение передавались функции учебно-консультационных пунктов Всесоюзного заочного юридического института Министерства высшего и среднего специального образования СССР и Заочного института советской торговли Министерства торговли РСФСР, действовавшие в Орджоникидзе. Первым ректором был назначен профессор Христофор Чибиров. Северо-Осетинский государственный стал сороковым университетом в СССР.
В 2017 году СОГУ стал победителем конкурса приоритетного проекта Министерства образования и науки России «Вузы как центры пространства создания инноваций» и получил статус университетского центра инновационного, технологического и социального развития региона.

## Образование и наука
В структуре университета 15 факультетов и 46 кафедр. Функционируют 3 научно-исследовательских центра. Среди них Центр коллективного пользования «Физика и технологии наноструктур» СОГУ.

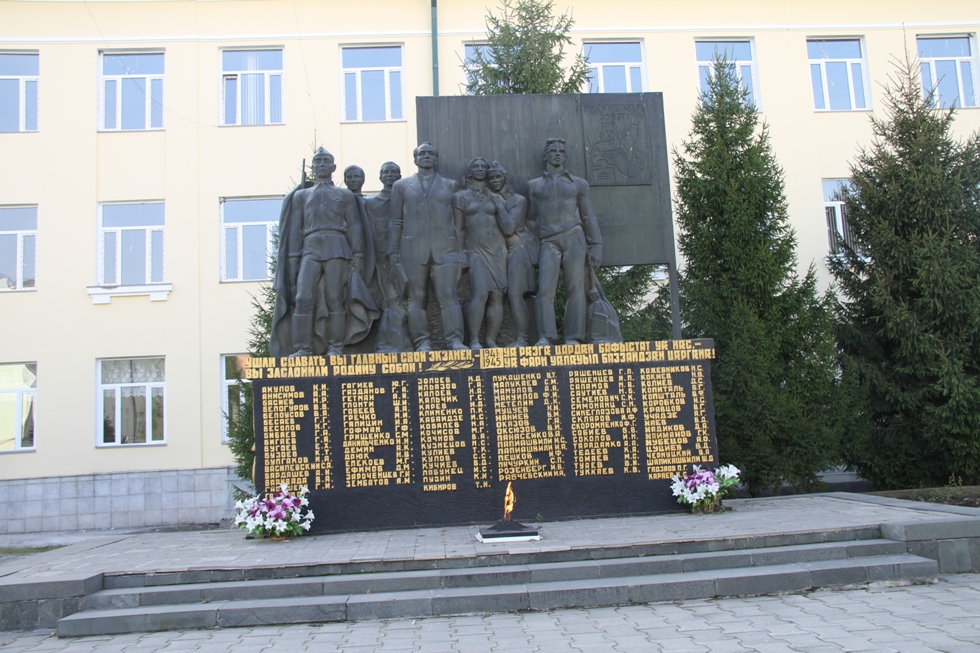
Памятник погибшим защитникам, установленный во дворе университета

Основными направлениями научно-исследовательской деятельности университета являются: «Новые материалы и нанотехнологии»; «Информационно-коммуникационные технологии»; «Биологические и медицинские технологии, технологии живых систем»; «Рациональное природопользование»; «Многоуровневые образовательные системы»; «Гуманитарные и педагогические технологии»; «Межкультурные коммуникации»; «Региональные и международные отношения»; «Региональное социально-экономическое развитие, технологии прогнозирования и управления».

## Международное сотрудничество
Международная деятельность стала приоритетным направлением в образовательной деятельности вуза. СОГУ осуществляет сотрудничество с университетами Китая, Ирана, Германии, Франции, Норвегии, Японии и США.
В 2016 году СОГУ и Тегеранский университет имени Аламе Табатабаи подписали соглашение о сотрудничестве.

## Творчество, спорт
Функционируют Центр творчества и эстетического развития студентов, Центр реализации молодёжных проектов и программ, студенческий спортивный клуб «Атлант».

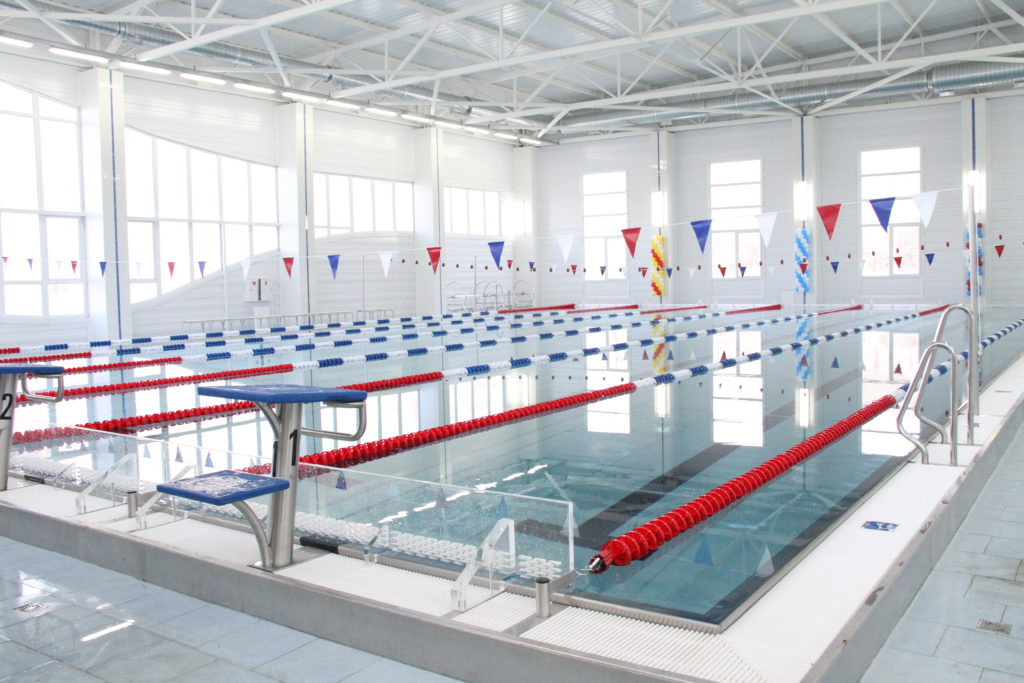
Спортивно-оздоровительный комплекс «Дельфин»

Проводятся фестивали творчества — «Золотая осень», «Студенческая весна», «Зеленое яблоко».
Студент СОГУ Сослан Рамонов стал олимпийским чемпионом по вольной борьбе в Рио-де-Жанейро.

## Критика
По данным исследования Диссернет в СОГУ обнаружен ряд профессоров и преподавателей, участвовавших в необоснованном присуждении ученых степеней или защитивших диссертации с нарушениями академической этики. В целом, в СОГУ выявлено 32 защиты подобных диссертаций.

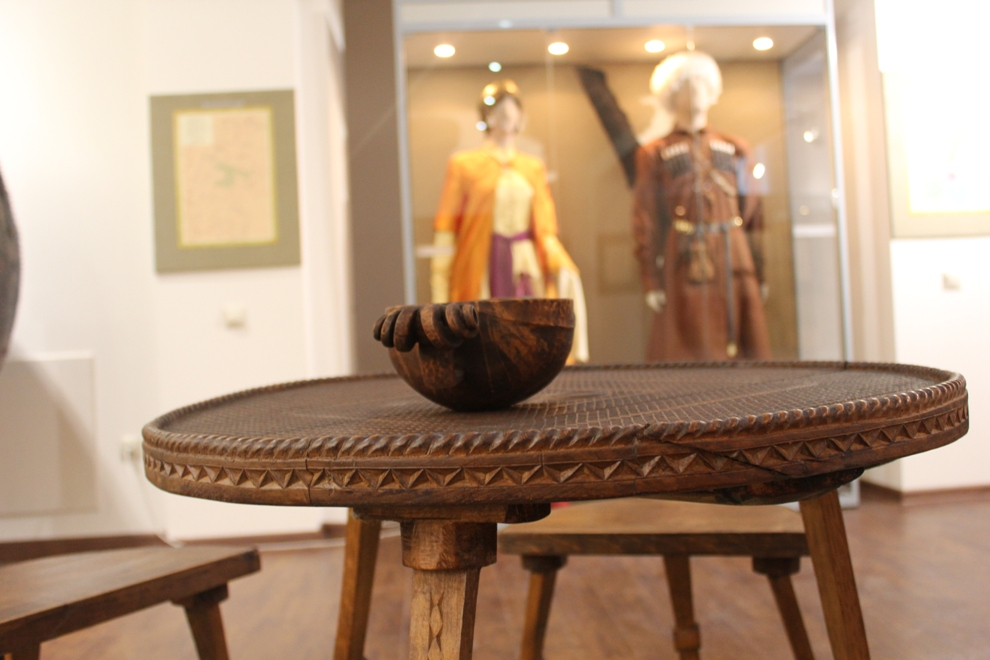
Музей древностей Алании

## Факультеты
- Географии и геоэкологии,
- Журналистики,
- Искусств,
- Исторический,
- Математики и компьютерных наук,
- Международных отношений,
- Осетинской филологии,
- Психолого-педагогический,
- Русской филологии,
- Медицинский,
- Экономики и управления,
- Физико-технический,
- Физической культуры и спорта,
- Химии, биологии и биотехнологии,
- Юридический.

## Руководство
Ректоры:
- Чибиров Христофор Тадиозович (1959—1971)
- Гудиев Амурхан Хаджумарович (1971—1976)
- Галазов Ахсарбек Хаджимурзаевич (1976—1990)
- Магометов Ахурбек Алиханович (1990—2006)
- Хацаев Олег Солтанбекович (2006—2010)
- Созанов Валерий Гаврилович (2011—2016)
- Огоев Алан Урузмагович (с 2017)

Президенты:
- Магометов Ахурбек Алиханович (с 2006)

## Известные сотрудники
- Цуциев, Борис Александрович — заведующий кафедрой политической экономии (1938—1971). Один из старейших профессоров. сыгравший важную роль в развитии высшего образования в Северной Осетии[3].